# Фридрих II (маркграф Бранденбург-Ансбаха)
Фридрих II Бранденбург-Ансбахский (нем. Friedrich III. von Brandenburg-Ansbach; 1 мая 1616, Ансбах — 6 сентября 1634, близ Нёрдлингена) — маркграф Ансбахского княжества в 1625—1634 годах.

## Жизнь
Фридрих — старший сын маркграфа Иоахима Эрнста Бранденбург-Ансбахского и его супруги Софии, графини Сольмс-Лаубахской. Его отец Иоахим Эрнст умер молодым, и в 1625 году Фридрих наследовал ему в Ансбахе, будучи несовершеннолетним. Регентом до его совершеннолетия была назначена мать София. В 1634 году Фридрих достиг совершеннолетия, но в том же году погиб, сражаясь за шведов в битве при Нёрдлингене. Он не был женат и не имел детей, поэтому в Ансбахе ему наследовал брат Альбрехт II.